# إميليانو فوسكو
اميليانو فوسكو (بالإسبانية: Emiliano Fusco)‏ (2 مارس 1986 بكاسيروس في الأرجنتين - ) هو لاعب كرة قدم أرجنتيني في مركز الدفاع. لعب مع بوكا جونيورز وريال مايوركا ب ونادي بني يهودا تل أبيب وASIL Lysi ‏ وAyia Napa FC ‏ وألكي لارانكا ‏ وManchego CF ‏.

## روابط خارجية
- إميليانو فوسكو على موقع قاعدة بيانات كرة القدم.إي يو (الإنجليزية)
- إميليانو فوسكو على موقع Soccerway.com (الإنجليزية)